# Йельде, Лео
Ле́о Фур Йе́льде (норв. Leo Fuhr Hjelde; род. 26 августа 2003, Ноттингем, Англия) — норвежский футболист, защитник клуба «Сандерленд».
Отец Лео, Йон Олав — профессиональный футболист.

## Клубная карьера
Ельде — воспитанник клубов «Тригг/Ладе», «Русенборг» и шотландского «Селтик». В 2020 году он был включён в заявку на сезон последних. В начале 2021 года для получения игровой практики Ельде на правах аренды перешёл в «Росс Каунти». 23 января в матче против «Рейнджерс» он дебютировал в шотландской Премьер-лиге. 6 марта в поединке против «Килмарнока» Лео забил свой первый гол за «Росс Каунти». Летом 2021 года Ельде подписал контракт на 4 года с английским «Лидс Юнайтед», где в начале выступал за дублирующий состав. 16 января 2022 года в матче против «Вест Хэм Юнайтед» он дебютировал в английской Премьер-лиге. 